# Baaba Maal
Baaba Maal (Podor, Szenegál, 1953. november 12. –) az egyik legismertebb afrikai énekes, zeneszerző. Zenéje a nyugat-afrikai népzenéből, és sok más forrásból merít, így a reggae-ből, a rapből is.
Családja halászattal foglalkozott. Az otthoni éneklések korán fogékonnyá tették a zene iránt. Ugyancsak hatott rá az akkoriban népszerű tánczene is. Egy muzsikus barátja segítsége révén zenét tanulhatott Dakarban. Tagja lett egy 70 tagú zenekarnak. A 80-as évek elején két évig a párizsi Konzervatórium hallgatója volt.
Ezután saját zenekart alapított (Daande Lenol). Első lemezét (Diam Leelii) Párizsban rögzítették, de csak két év múlva adták ki.
Nomad Soul című albumát az európai világzenei rádiósok az év legjobb world music lemezeként díjazták 1998-ban. 2001-ben készült a Missing You... Mi Yeewnii című album, melyen a kulturális örökség, a költészet, az akusztikus előadás előtérbe került.
Az ENSZ Fejlesztési Programjának ifjúsági megbízottja.

## Diszkográfia
- Wango (1985)
- Taara (1987)
- Diam Leelii (1989) – Mansour Seck
- Baayo (1991)
- Lam Toro (1993)
- Firin’ in Fouta (1994)
- Tono (1994)
- Sunugal (1995)
- Nomad Soul (1997)
- Djam Leelii Re-Release (1998)
- Live at the Royal Festival Hall (1999)
- Jombaajo (2000)
- Missing You... Mi Yeewnii (2001)
- The Best of the Early Years (2003)
- Palm World Voices: Baaba Maal (2005)
- On The Road (2008)
- Television (2009)

## Külső hivatkozások
- Hivatalos oldal Archiválva 2021. november 27-i dátummal a Wayback Machine-ben
- Dreams of Kirina; Mali (Vimeo video)